# KATANAシリーズ
『KATANA』（カタナ）は、かまたきみこによる日本の漫画作品。

## 概要
ぶんか社の『月刊ホラーM（ミステリー）』2004年10月号にて読切「鬼鑑（おにかがみ）」が発表され、以降シリーズ化。
掲載誌を同社のホラーアンソロジーコミック「トカゲ」を経て（ここまでの作品はぶんか社ホラーM（ミステリー）B6シリーズより単行本7巻が刊行されている）、角川書店発行の漫画誌『コミック怪』にて連載され、単行本は角川書店から怪コミックスのレーベルで2巻が刊行された。
『コミック怪』が休刊したことから同社の『月刊Asuka』に移籍し、2014年2月号より新たに連載開始。同誌が隔月刊の『ASUKA』にリニューアルされた後も不定期で連載が続いている（2024年11月号時点で第90話）。単行本もAsukaコミックスDXより、1巻から新装版が刊行されている。

## あらすじ
成川 滉（なりかわ あきら）は鎌倉時代から続く刀鍛冶を家業に持つ家に生まれた高校生。現代社会においては《異端》とも言える職業に忌避感を持ちつつも「刀の研ぎ」だけは気に入っている。
そんな滉だが、実は生まれつき人や獣の姿を持つ「刀の魂魄」が見え、互いに触れ合ったり会話など意思疎通もできる類稀な異能の持ち主だった。名刀…、妖刀…、さまざまな刀と人と関わっていく刀砥ぎ職人奇譚！

## 登場人物

### 主要人物
成川 滉（なりかわ あきら）
主人公。高校生刀研ぎ師。刀に宿る魂（人間や獣、幻獣の姿）が見える。メガネっ子で一見ヘタレだが、刀がからむとキリリとする。幼い頃から刀と触れ合ってきた上、研ぎの腕も確かで刀達からの信頼は絶大。成川家に預けられた刀の研ぎを任される以外に、まだ学生と言う事もあって相場より格安で仕事を請け負う事から駆け出しの刀工からも仕上げ研ぎを依頼される。だが、時には安値で買い叩いた刀剣を高値で売りつけるのを目的に研ぎを依頼される事も多い。実は研ぎの代金はほとんど手を付けずに貯金している。「研がさぬ刀」の回では、その預金で高品質の天然砥石を購入した。
「家が刀剣を扱っている」と言う理由で幼稚園から小・中学校と周りから敬遠されてきたため、高校はかなり頑張って離れた学区の進学校へと進んだ。が、そこでも家業と刀にまつわるトラブルが噂を呼び、学校では教師も含めて遠巻きに噂する者と親身な友人に二分している。
第一話である「鬼鑑（おにかがみ）」では大学生となっており、イギリスに留学している。
襲刀（かさねがたな）
かつては朝廷で、現在は政財界において「邪気祓い」として重用される幸御（さきみ）家の宝刀だが、出会いがしらに一方的に滉を主とする。刀としては桁違いに強い力を持っており、抜刀するだけで大抵の呪詛を消し飛ばしてしまう。ただし、呪詛の本体や場合によっては呪われた対象まで消し飛ばしてしまう為、細かい作業は苦手。特に幸御家や自分自身に向けられた場合、向けられた敵意や呪詛をそのまま撥ね返してしまう。
本身でなくとも拵えの一部（鍔や足金具）だけでも分身として活動できる他、自分以外の刀の魂魄を連れて歩く事もできる。滉に研いでもらいたがっているが、度々巻き起こるトラブルでまだ研がれていない。滉に近づく刀でも自分と同じ龍の魂魄をもつ刀には殊更嫉妬している。
幸御の象徴として崇められてはいるが、自身のみならず当主ですら道具扱いされる事もある運命に自身を終わらせてくれる最後の主を求めていた。
京崎 多樹雄（きょうざき たきお）
滉の友人で、週の半分は成川家に入り浸り、（晃順以外の）家族から慕われている。傍若無人でマイペース、やたらと他人の神経を逆なでする言動が多い。数学バカだが、それでは「飯は食えない」と考えている。きわめてポジティヴな思考の持ち主で深刻に考えている訳ではない。家の事情があるのか、ひとり暮らしをしている（らしい）。
あまりにナチュラルに家に上がり込んでいた為、滉はかなり後まで「多樹雄」と言う下の名前を覚えていなかった。
葉月 絵里（はづき えり）
由緒正しい葉月家のお嬢様。美人だが、サバサバした性格。愛刀家を気取る伯父がぞんざいに手入れした事が原因で守護刀が力を発揮できなかった為に家は傾きかけていたが、滉が自身の守り刀である雛刀（ひながたな）を研ぎ上げた事をきっかけに持ち直した。
上級生の彼氏（しかも美形ばかり）が出来るようになったが、長続きはしない。本人に悪気はないが、セレブ思考でナチュラルに相手の神経を逆撫でする発言も多い。
両親共に人格者で父親の勝志（かつし）は葉月家の刀の研ぎを滉に委託しており、オークションなどで新しく刀を手に入れる度に滉に見せている。母親は高2の娘がいるとは思えないほど若い。
有栖 孝（ありす たかし）
石川県から転校してきた少年。転校前に住んでいた町で稽古していた獅子舞の本番に出られなかった事が心残りで荒れていたが、獅子舞の奉納刀・加賀獅子が滉の家に預けられていた事で参加する事が出来た。
転校早々の試験で学年3位となる秀才。転校前に住んでいた町や借家は古くとも雰囲気の良い土地柄で、前述の獅子舞の練習の影響もあり、刀に対する偏見は無いどころか、古き良きものを好む渋い趣味の持ち主。
成川 晃順（なりかわ こうじゅん）
滉の父で一流と呼ばれる刀鍛冶師。息子である滉がどうにも頼りなく心配しており、しかりつける様な物言いと厳しいしつけで妻を心配させているが、実際は息子にどう接したら良いか分からない典型的な父親。
四角四面でくそ真面目な性格。八財や愛刀家にも「面白みに欠ける」と評価されているが、そう言われても「もっと精進します」としか言えない堅物でかなりのマイナス思考の持ち主。そのことから陰の気を濃くする傾向があるため、陽の気が強い小狛がほぼ専任で守護している。彼の作る刀は滉曰く「頑固だが、誠実で力強い」だが、作り手の「不器用さ」も受け継いでいる。虎菊たちからは理詰めで考えるが故に「物ごとの真実から目を背けている」と言われている。
若い頃に作刀に行き詰っていたところ、後述の八財貴臣に騙し打ち的に一冬の間研ぎを仕込まれる。だが、八財曰く、「刀鍛冶よりも、研ぎの方が大成したかもしれない」と言われるほど素質があった。そのため、刀鍛冶としては異例なレベルの研ぎの腕を持っている。春になると刀鍛冶の修行に戻ったが、本人も割合に「研ぎ」は好きらしく「研がさぬ刀」で滉が買ってきた天然砥石を自分は勝手には使えないと晃山に釘を刺された際には内心ギクリとしていた。
成川 嶺子（なりかわ れいこ）
滉の母。夫の不器用振りと息子のトラブル体質に頭を悩ましつつも、基本的に明るく朗らかな女性。一見すると職人仕事には理解が薄い様に見えるが、結婚前は洋菓子店でパティシエをしていた。常にではないが時折、刀の魂魄の姿を捕えることがある。
巌（いわお）
和歌山に住む嶺子の祖父。滉が生まれた際のエピソードに登場。少々迷信深い変わり者で、不思議な物ごとに関して直感が働くタイプ。

成川晃山（なりかわ こうざん）
滉の祖父で人間国宝に認定されている刀鍛冶。滉の才能を認めており（異能にも薄々気付いている）、刀と互いに思いあう滉に軽い嫉妬を感じつつも暖かく見守っている。
虎菊丸（とらぎくまる）、桐麿（きりまろ）、小狛（しょうこま）、明石（あかし）
成川家に所蔵されている刀たちの代表格。滉を「坊っちゃん」と呼び、慕っている。成川家の作ではないが、それぞれ縁があって成川家に来た。毎日シフトを組んで滉を含めた成川家の守護をしている。
虎菊は元禄時代の新刀。桐麿は鎌倉の飾り太刀で公家の持ち刀だった。小狛は南北朝時代の作で、神社に奉納されていた護り刀。明石は明石藩藩主の所有していた脇差。
塚原（つかはら）
滉の学校の体育教師。剣道では国体に出た事もあるそうだが、真剣の扱いには慣れていない。赴任先は進学第一のガリ勉揃いな為、授業も部活（剣道部顧問）もヘナチョコで欲求不満気味。刀剣好きで滉には好意的な教師の一人。
「先生」（仮名）
滉のクラス担任。やる気を見せない者には厳しいが、正直に悩みを打ち明けると相談に乗ってくれる、けっこうノリの良い教師。実は商社マンから教師に転職したと言う変わり種。
小室（こむろ）
デイトレーダー。30代の男性だが金を稼ぐことだけに執心しており、それ以外は適当にして暮らしている。親が成川家と縁があったため料金が格安の滉に転売目的で買い集めた刀の研ぎを依頼した。刀は資産としか考えず刀たちにも主とは認められていなかったが、滉の研いだ「嫁入り刀」によって自分がどれほど空しい生活をしていたか自覚した。その後はいっぱしの愛刀家となり、所有していた刀も大事にしている。18巻では半年悩んだ末に手に入れた助廣の脇差しの手入れを滉に頼んだ。

### 幸御家
幸御桐子（さきみ とうこ）
開かずの大門を持つ幸御家のお屋敷の主で幸御の前当主。10年間寝たきりだったが、襲が滉を見つけたことを切っ掛けに起き上がれるようになる。滉は屋敷に出入りする建前として華道を習っている。
春（はる）
幸御家で働く中年の女性で本人に自覚は無いが、襲の意向を受けて行動することが多い。
周（あまね）
かつての襲の主。滉と同様に刀の魂魄と触れ合う異能を持っていたが、三輪の陰陽師に斬殺される。周以外の歴代の幸御当主は刀の魂魄は見ることはできずとも襲刀の意志を慮る事が出来る人たちであった。
幸見（ゆきみ）
幸御家の始祖となった人物で千里眼と噂されていたが、文字通り「先見（予知）」の力を持っていた。三輪の陰陽師や数多の権力者に利用されることも見抜いていたが、自身の死後から現代の滉にまで続く大仕掛けを作った。現在は仙界から現世を見守っている。
幸御瑛介（さきみ えいすけ）
桐子の孫（旧版の初登場時は甥）。オックスフォード卒の石油系メジャー企業に勤めるバリバリのエリート。プライドも高く、あまり表には出さないが覇気に欠ける滉の存在には懐疑的。幸御家のために望む人生を選べなかった母から愛情を受けずに育ち、その虚無感を当主になることで埋めようとしている。
三輪征爾（みわ せいじ）
幸御家に仕える陰陽師。代々、宮中の裏仕事を受け継いできた一族で、幸御家に仕えたことを切っ掛けに全てを裏から支配しようという欲に取り憑かれている。そして「自分たちに都合の悪い当主」を乱心したと言い立ててオロチ刀で斬殺する所業を繰り返してきた。いきなり一族以外から選ばれた新当主（滉）に対しては不信感を露わにしていた。滉自身、先代の桐子からも幸御の役目を知らされていないため、企業家などから依頼される邪気祓いを請け負う事も出来ず、オロチを持ちだして当主を辞退するように滉を脅そうとしたが、逆に滉にオロチを奪われてしまう。
先祖代々、幸御の裏として表沙汰に出来ないことに手を染めてきたため、清められた空気が苦手。彼以外にも作中で陰陽師や霊能者は呪詛や騙りを用いて人を害したり、刀を穢す役どころになる事がおおい。
比田亜鈴（ひだ あれい）
古事記成立以来、代々天皇や幸御当主の代替わりの際に御前にて古事記を奏上するというお役目を引き継いできた青年。

### 職人
作中に登場する「刀に関する職能」を持つ者たち。滉にとっては学校の同年代よりも話が合う身近な人たち。ただし、こちらでも刀鍛冶の修業をしない（跡は継がない）と言っている滉には厳しい目を向ける者はいる。
隼人（はやと）
滉の親戚で銀や銅を加工して「鎺（はばき）」と言う部品を拵える白銀師（しろがねし）。学生時代はかなりグレていたが、幼い滉を脅す結婚詐欺男を殴り倒すなど正義感と男気のある性格。
西川永介（にしかわ えいすけ）
滉の親戚で鞘を作り、刀の拵え全体を取りまとめる鞘師（さやし）。一人娘の礼はメンクイで男運が悪く、相手は借金持ちのヤクザやジゴロと苦労が絶えない。
鈴也（すずや）
江戸時代の研ぎ師。占い師より「剣相（刀の刃渡りや刃文、場合によっては傷などから吉凶を観る占い）」の手ほどきを受け、その鑑定眼で評判となる。占い師が病死した際に形見分けで受け取った古代鏡の力で刀を持つ相手の内心や状況が観えるようになり、本業の研ぎもままならないほど評判の占い師となる。
ある日、とある武家の跡目争いに関する事柄を観てしまい命を狙われたところを当時の幸御と襲に救われ、それ以後は剣相から足を洗い研ぎ師としての道に専念する。件の古代鏡が現代に再び現れた際には彼の研いだ刀が葉月の守護をした。
一文字国常（いちもんじ くにつね）
備前長船（現・岡山県瀬戸内市長船町）在住の刀鍛冶。取り立てて高く評価されている訳ではないが、三人の娘とたたら炉による自家製鉄からやっている名物一家。作刀に癖があり、普通に砥いだだけでは（滉いわく「500年分くらい砥がないと」）刀の良い所が出てこない。それに気付いた滉が窓開けした刀は素晴らしく、再評価が期待されている。
堅物な一面もあるが感受性が高く、地元でアニメ作品と日本刀のコラボ企画が持ち上がった際には当初は反対していたが、試しに観たコラボ対象作品に大ハマリしていた。
すぐは、しのぎ、きたえ
一文字の娘である三人姉妹。父の国常が腰を痛めているため、それぞれパートやアルバイト、学業をこなしながら鍛冶を手伝っている。滉が砥いだ父の刀を見て本格的に刀に関わる仕事に打ち込むことを決意する。
長女の「すぐは」は25歳。たたら製鉄からやっている父の鍛冶仕事でかさんでいく経費に頭を痛めている。彼氏が出来たことで鍛冶仕事から離れることも考えたが、父に弟子入りして刀鍛冶になることを決意する。
次女の「しのぎ」は20歳の短大生。アルバイトで自分の学費を工面しながら手伝いを続けていたが、研ぎ師の修業を望む。優しげな雰囲気だが元レディース。
三女の「きたえ」は17歳の高校生。姉妹の中ではもっとも無邪気に父の仕事を手伝い刀鍛冶になろうとしているが、手伝いはさせても娘に継がせる気がない父に否定される。家を飛び出したところを降って来た雨の中、車との接触事故で川に転落するが、博物館の刀たちと共に駆け付けた滉に助けられる。

重常（しげつね）
刀の本身や鎺、鍔などに彫刻を入れたりする金工師（きんこうし）。関西弁の明るい男性で若手ながら晃山とも付き合いがある。
桃田翔人（ももた しょうと）
駆け出しの刀鍛冶。滉に自身の作った刀の仕上げ砥ぎを依頼してきた。滉とは逆で刀とは全く縁のない家の生まれ。刀匠として独立はしているが親元で暮らしており、かなりの甘えん坊。
彼の打った大小刀も気弱な幼い姉弟で散々迷惑を掛けたが、滉のアイデアで刀身に素剣を彫る事で凛々しく生まれ変わった。
八財貴臣（はっさい たかおみ）
日本でも指折りの砥ぎ師。洒脱な人柄でも知られるがイタズラ好きでもあり、かつて晃順を山奥の別荘に閉じ込めて一冬の間砥ぎを仕込んだことがある。
ゼンバーグ教授
イギリスの大学で教鞭をとっている刀剣マニア。第一話「鬼鑑」で留学した滉は彼の講義を取っていた。
「衛府の太刀」にも登場。イギリスの古城に死蔵されていた日本刀を発見した。
藍澤（あいざわ）
骨董商。刀剣の類は扱っていなかったが、幼馴染の住職からの遺言で「寺に奉納されていた刀（薦僧）」を引き取る。それ以来、刀が刀を呼び、「訳ありの刀」も集まってくるようになった。
藤四朗（とうしろう）
江戸時代の独立したばかりの研ぎ師。とある大名家の贈答用に打たれた刀の仕上げ研ぎを引き受けるが、他の職人との打ち合わせに駆けずり回っていたところで馬に蹴られる大怪我を負う。期日も迫っていたため、無理を押して仕事を始めた際に現代で同じ刀の研ぎを請け負った滉と入れ替わってしまう。襲の仕掛けた幻で滉として怪我の治療を受け、晃順から職人としての心得を説かれて初心を思い出し、現代の研ぎ方である「金肌拭い研ぎ」の指導を受けた（滉の方は江戸時代で藤四朗の師匠から当時の研ぎ方である「差し込み研ぎ」の指導を受けた）。
ちなみに家族も誤魔化した襲の幻だが、京崎にはなぜか効果が無かった。
美上（刀匠）、矢部（研師）、木下&片山（装剣金工師）、西崎（鞘師）
滉、晃山と共にポーランドに赴いた職人たち。2013年に作者が実際に同行した企画に参加した方たちがモデル。
兔和（とわ）
平安時代の刀鍛冶。まだ見習いの頃に初代幸御当主に見出された。鉄と見本の太刀を預かり、その写しを採る。20年後に約束どおり三代目当主に襲刀を打った。

### 刀
作中において、刀剣に宿る魂魄が姿をとったモノ。人をはじめとして鳥獣、幻獣（龍や狛犬、唐獅子など）さまざまな姿を持つ。持ち主が大事に扱いキチンと手入れしていれば、持ち主に降りかかる不運・凶運を追い払う「祓い魔」を行い、文字通りの「守り刀」となる。
刀が錆びたり、傷んでいたりすると魂魄の姿がみすぼらしくなったりして刀としての｢破魔の力｣も低下し、場合によっては正気を失う事もある。正しく砥ぎ上げると刀たちは本来の力を発揮し、魂魄も堂々たる姿になる。例外として持ち主に拒絶されたり、疎まれていても力を出せなくなる。
人前では滅多にやらないが、自身の本体を動かしたり、刀を手に取った人間に干渉することもできる。通常は就寝中の持ち主に耳打ちする程度だが、滉は度々刀たちに身体をコントロールされて一端の剣士並みの腕前だと思われている。
襲のように「魂魄が本体から離れて行動する」などという真似は無理だが（精々家の近所をうろつく程度）、拵えの一部などに刀同士で通じるメッセージのようなものを吹き付けておくことはでき、虎菊は滉の持つお守り袋にメッセージを込めた切羽を仕込んでいた。
かなり長く生きている刀でも滉のような異能持ちは珍しいようで、自分たちの魂魄が見えるどころか会話も可能であることを知ると大層驚いている。また、どういう理屈かは不明だが、魂魄は「酒を呑む」ことができる。愛刀家であるおっさん・じいさんには好かれても女性や子供からは怖がられて触れるどころか近づいてももらえないことが刀たちにとって共通の悩み。
鬼鑑（おにかがみ）
第一話に登場した刀。魂魄の姿は直垂を纏う少女だが、手にした人間の「野心（出世の為なら下剋上も辞さない）」を露わにする妖刀と言われていた。イギリス人のコレクターが所蔵していたが、死去した際に遺族が遺言状も確認せずに売却してしまう。
骨董商を経て小さな博物館に買い取られるが、そこの学芸員の女性が（鬼鑑自身も）妖気に中てられて暴走してしまう。昔一緒に過ごした滉に再会したことで正気を取り戻し、事態を収めた。日本の成川家に送りかえされ、清めの焼き入れ（Asuka版コミックスでは加筆修正され、遠火であぶった上で神職のお祓いを）受け、滉の手で砥ぎ上げられた。
赤龍刀（せきりゅうとう）
地元県の博物館に所蔵されている芸術的価値も高い装飾刀で魂魄は文字通り赤い鱗を持つ龍の姿。主を持った事がなく、博物館に展示されてからも誰も触れてくれなかった事から研ぎを任された滉に懐いてしまう。
学校の数学教師・工藤に盗み出され、滉に関する「刀絡みの噂・第一弾」となる。博物館に戻されてからも甘えが治らず、厳しく当たれない滉もついつい付き合っている内に博物館の職員に目撃されてしまう（当然、職員に赤龍の姿は見えない）。
企画展で並列展示された兄弟刀・黒龍にシゴかれるが、逆に黒龍にも頼ってしまい返却される黒龍を引き留めようと騒ぎを起こしてしまう（ついでに件の職員も騒ぎ始めた）。最後の手段として黒龍が自身の拵えと引き換えに職員の心を鎮めようとしたが、滉がとっさに出した命令を果たした事で成長した。
雛刀（ひながたな）
葉月家に伝わる魂を宿したひな人形に供えられた守り刀。1/3 - 1/4サイズと言う特大のひな人形が他の人形と共に葉月家の姫（当代は絵里）を守るために作られた。
虎落刀（もがりがたな）
風神を奉る菱浦神社の祭礼に使われる奉納刀。魂魄は虎を連れた青年の姿をしている。滉が幼い頃（小学校の半ばくらい）に出会い、それ以来、毎年迎えに来て祭礼の為の手入れをしていたが、宮司の怠慢で刀身だけではなく拵えまで傷んでしまい滉を迎えに行けなくなっていた。
心配になった滉が神社に赴いて手入れを行い、同行していた京崎と共に正しい神事を蘇らせた。この神事は元々鳥居でやっていたが、祭りを観に来た客が本殿までこないと賽銭が入らないと先代の宮司が変更していた。
嫁入り刀（よめいりがたな）
デイトレーダーを営む小室氏が海外のオークションで手に入れた刀。かつて大名家だった頃の葉月家がオランダの王族に贈った物で刀身にはオランダ語の為銘が刻まれている。贈られた家が没落し、長く不遇な扱いを受けていたため、魂魄がひどい姿になっていたが、滉の研ぎを受けて艶やかな女性の姿を取り戻し、金のみに捕らわれていた小室氏の縁を結んだ。
鳳凰剣（ほうおうけん）
葉月家の守護刀。襲とほぼ同格の力を持ち、十二単をまとう女性の姿で独自の結界の様なものも持っている。嫁入り刀やオロチの事件の際には滉を手助けしたが、葉月に降りかかりかけたトラブルを滉にふってくることもある。
騙り刀（かたりがたな）
滉と京崎が修学旅行中に泊まった「本陣旅館」に伝わる家宝の刀。無名の刀工の作だが、心鉄（しんがね）を滉の先祖である光院と共に鍛えた縁があり、刀工の死後自らを「光院作の刀」と騙っていた。
住んでいる旅館は経営難に陥っているため、わずかにでも金策の当てになるならと刀剣商を呼んでいたが、騙りの発覚を恐れて商人を追い返していた。騙りを滉に見破られて傷つけるところだったが、襲に止められる。その後、滉の手で手入れをされてゴテゴテと飾り立てていた魂魄の姿もすっきりした姿に戻る。近在の刀たちからも「元々出来は良い刀なのだから、騙りなどせず堂々たる無銘刀でいろ」と励まされて騙りをやめた。
白浪刀（しらなみかたな）
旧家・中村家の蔵に死蔵されていた脇差。先祖である歌舞伎役者・中村遠衛門の佩いていたものだが、家人からは芝居の小道具だと思いこまれて放置されていた。錆の浮いた自分の本体を滉に研がせようと家人を操って呼び込んだ。
闇斬丸（やみぎりまる）
とある大名家が取り潰しになった際にその親族が呪詛を込めて打たせた妖刀。滉の体を乗っ取るが、逆に自身に埋め込まれた呪詛を研ぎ落される。刀としての本来の姿を取り戻すが、それまで妖刀として疎まれ続けていたため、他者との付き合い方や距離感に戸惑っていた。かつて縁のあった大江垣の濠家に帰る。
呪詛を受けた影響でもあるが、かなり大きな力を持っており、身の内に屋敷の形をした結界がある。本人のみならず金筋、匂、荒沸と言った刀身を彩る刃文も姿と意思を持つ。
守り刀（まもりがたな）
10年ほど前に、滉のはとこである西川礼が結婚しようとした際に滉の父・晃順が打った刀で、拵えは礼の父親である永介や隼人の父があつらえた。しかし、相手の男が財産目当ての悪人で、そのことを滉を通じて警告した。本来は縁談が進む前に悪縁を断つのが役目なのだが、永介が結婚に反対で拵えの（+当時はグレていた隼人を心配した父親が体調を崩して入院し、鎺も）仕上げが不完全だったので力を発揮できなかった。
鷺脇差（さぎわきざし）
滉の手で研ぎ上げられた脇差。やんちゃでお茶目な性格の鷺の姿をした魂魄をもつ。二百年ぶりに研がれた気分の良さから、剣道部の練習試合に引っ張り込まれて気絶した滉に憑依して相手校の選手をまとめて打ち倒してしまう。
三ツ胴（みつどう）
名匠・長曽祢興里（虎徹）の作。刀うちでも有名なのんべえ。作られてから佐伯家の守り刀としてあったが、持ち主である和沙が父親の病死によってふさぎ込んでいたところを財産を掠め取ろうとする親戚の狸親父に言いくるめられていたため、実力を発揮できずにいた。滉によって三ツ胴が家族との繋がりがある大切な物だと思いだした和沙（オマケで滉）の臆病の虫を斬った。
七支刀（しちしとう）
近隣の古墳に葬られた豪族のために作られた宝剣。しかし、一族に潜り込んでいたスパイによって古墳から持ち出され、隠されていた。魂魄の状態で古墳の周りをさまよっていたところを滉に出会い、墓守りである青年・別彦（わけひこ）に情報を伝える段取りを組んだ。
オロチ刀
幸御家の宝刀・襲刀と対になる妖刀。襲の「正の力」が強すぎる故にそれを抑えるべく、邪悪な呪詛を込めた鋼と「襲の一部」を溶かし込まれて打ち鍛えられた。襲と同じく「抜刀した者」が主として認められると言うが、込められた呪詛が強すぎて作らせた陰陽師ですら厳重な封印を施さなければ扱う事が出来ない。
滉が「襲と会話している」のを耳にした征爾が封印を解こうとしたが、オロチの声を聞いた滉が抜刀してしまう。三輪の陰陽師が「当主を斬る時」のみ持ち出され、碌な手入れもされずに地下に封じられていた。滉の元でそれまで知りもしなかった暮らし、暖かく安らぐ事のできる場所を知る。滉に研ぎを施して貰った事で「襲の代わりに滉を守ろう」と考えるようになるが、家に押し入ってきた征爾によって奪い返される。島根県のたたら製鉄所で襲と共にある滉を見て「自分はいらないのか」と叫ぶが、自身の運命を終わらせようとする襲と共にたたら炉に飛び込み、滉がとっさに襲を手に取ったためオロチだけが炉の中に消えた。
緋剣、碧剣（ひのつるぎ、へきのつるぎ）
東神社に奉ぜられた御神刀である環頭大刀で魂魄は女性。研ぎを受けた帰りに見かけた滉に目を付け、遠見している。闇斬丸やオロチの毒に汚された滉や刀たちを何度か浄化した。
2度目の祓いでは、戦時中に軍への供出から隠されたまま忘れられていた刀たちを滉に探させている。
三日月丸（みかづきまる）
晃山の旧知である老人・松代氏が生まれる曾孫の為に用意した守り刀。現代刀の太刀で祓い魔の務めも率先する働き者だが、かつて守り刀として置かれていた家の若さまに嫌われた事から守り刀など勤まらないと引きこもっていた。極めて不器用な性質であり、その前歴には意外な縁があった。
詰め腹刀
滉の高校の生徒会書記・夏敷建介の家に伝わる兼道の大刀と兼元の短刀。将軍家から拝領した名刀を紛失した事件が起きた際に建介の先祖（当時は「梨木」）が無実を訴えて切腹した際に使われた物だが、結局切腹も失敗し原因となった刀の行方もうやむやになっていたため、毎夜庭先（現在はマンションのベランダ）で切腹を繰り返していた。その影響か子孫である建介もやたらと責任を引き受けてしまう悪循環を起こしていた。滉の手入れと説得で悪循環からは脱し、建介も責任云々よりまず問題の解決を行う様になった。
裳の黒（も の くろ）
平安時代に幸御を真似た巫女が使った刀。事実かどうかは不明だが、所有する刀に呪詛が掛かっていると言って土中に埋めさせ、そのまま廃棄させることを持ち主を変えながら繰り返していた。
不動の剣
とある不動堂に奉納された刀。小学生の滉が遠足で訪れた際、刀に彫り込まれた利剣（仏尊が持つ剣）を欲しがったため「将来、刀に利剣を彫ってくれたら」と言われ、桃田の打った大小刀に利剣を彫ったことで約束は果たされたと滉の身体に素剣と三鈷剣の二本を呑ませた。
薦僧（こもそう）
刀剣供養碑のある寺に奉納されている刀で古屋敷などが取り壊される際に存在を知られないまま屋敷ごと潰される様な刀たちを迎えて寺の供養碑へ送っている。
最近では刀を供養するなどと言う話自体減り、住職が自身の死期を悟った事と孫との代替わりを機に知人の骨董商に譲られる。それからは店の主には不振がられながら、店や近在の刀たちを率いて美術品窃盗団を退治したり、曰くつきの刀を呼び寄せたりしている。
研がさぬ刀
元はとある大名家が将軍から拝領した業物だったが、現代で受け継いだ主人・富田は刀にはまったく興味が無い。本人は「（遺品として）タダで手に入れた刀。サビを落として高く売れたらラッキー」と言う程度の考えしかなく、職人ではない趣味で刃物の研磨をやっている人間に研ぎを依頼していた。刀自身もかつての主人や職人たちに大事されていた記憶から「安い手で砥がさぬ」と妨害を続けていた。
富田の友達の妹が滉の学校の生徒だったため、滉にも依頼してきたが、あまりにも刀の常識を無視した依頼に、話を聞いていた晃順の方が「最低でも30万。息子にはそれだけの技術がある。その刀にもそれ以上の価値がある」と言いだすが、取引が成立する筈もなく物別れとなる。刀は刀で「研ぎを断った事を後悔させてやる」と言い残して去って行った。
富田は、その後も金を惜しんでアマチュア研ぎ師を訪ねて回るが、アマチュアなりに自分の腕を弁えた研ぎ師だったり、受けたとしても刀の妨害を受けてしまい、それが噂になって断られ続ける。最終的に主人を傷つけて（元々あった借金の形として）人手に渡る。そこでも安い人造砥石を嫌ってトラブルを起こし、薦僧のいる骨董商の手で刀剣市に出されたところを滉に再会。その場で滉に研いでほしかったとカミングアウトして丸く収まるかと思われたが、前述の通り砥石に関して贅沢を言いだし、滉が自腹を切って高価な天然砥石を購入することになった。
この作品のエピソードの中でも雑誌をまたいで描かれた珍しい話。13巻あとがきによると、「コミック怪」からASUKAに移籍したことで新規の読者に対する説明回を優先していたが続きを求めて編集部に直接電話してくる読者もいたとのこと。
かげ
平安時代に作られた毛抜形太刀の影打ち。平安末期に日宋貿易の流れで海外に流出し、あちこち流れ歩いた末にイギリスの古城に死蔵されていた。鍛冶押しの未完成品の状態で兄にあたる真打ちの刀を求めて彷徨っていた。
着せかえの刀
葉月家の親戚筋で元大名家（旧華族）の白川家に伝わる家宝の刀で魂魄は女性。主である正志が母と祖父母の仲違いの記憶から屋敷共々処分しようとしていたが、勝志に説得され紹介されてきた滉に研ぎを依頼した。
屋敷の中に歴代の藩主が作らせた着せ替えの拵えがある事を知り、滉と共に見つけ出す。
奥村家の刀たち
滉の学校の一年生・奥村真那身の祖父が所有していた刀たち。中には家族のために造らせた守り刀もあったのだが、受け継いだ息子・真人は興味がなく、孫の真那身は半端に霊感があって刀たちを怖がっていた。
（葉月に関わらないよう）鳳凰剣に刀の魂魄たちを押しつけられた滉に教えられて、祖父の刀の中には自分の守り刀もあったと知り、刀たちを受け入れた。
かぶき刀
金沢の博物館に収蔵される前田利家佩用とされる大小刀。安土桃山の華麗な拵えの通り、魂魄も非常に「傾いた姿」。若い内には将来のためにも興味をもったものに「心を傾けよ」と考える、見た目と裏腹にまじめな刀。
鈍刀（どんがたな）
成川家馴染みの刀剣愛好家・川波氏所蔵の刀。刃を落とされた「刃引き刀」で魂魄も普段から寝てばかりいる。「鈍刀」という名も、祓い魔も出来ない守り刀としても半人前という自身を揶揄した自称。だが、触れても怪我をする危険性が低いということで、観賞会などでは素人の女性に触れられていると聞いた虎菊たちは非常に羨ましがっていた。
鵺刀（ぬえがたな）
柄田家所蔵の脇差。拵えの全てに鵺があしらわれており、この刀なら魂魄はきっと鵺その物の姿に違いないと滉に期待させた刀。しかし普段の姿は人懐こい狸といった感じで学校にまで憑いてきたが、葉月の姿や昨今流行りの刀剣ゲームで興味を持ち始めた女子生徒に「獅子王」の話を聞いて説話にあるエピソードを思い出して興奮。変化して雷雲を呼びだした。
菖蒲刀（しょうぶとう）
成川家と馴染みの愛刀家・風倉氏の所蔵する菖蒲造りの脇差で魂魄は女性。明治初期に本身に合わせて菖蒲をあしらった良い拵えが付いていて大名家の姫の持ち刀だった。
持ち主の転勤で10年少々無沙汰をしていたが、滉と婚約していたと言いだし、葉月や鳳凰剣まで巻き込むちょっとした騒ぎを起こした。
日光月光菩薩の刀（にっこうがっこうぼさつ の かたな）
滉が仕事で赴いた城下町・三室の寺に奉納されている姉弟刀。参拝客も多い寺の本尊である薬師如来にあやかり、打刀の弟には日光菩薩、脇差の姉には月光菩薩の蒔絵が鞘に描かれている。美麗な拵えから長く刀屋の看板として飾られていたが、その姿に魅せられて高価な拵えを注文した客が支払いに困って自殺したことを切っ掛けに寺に預けられた。
現在は住職の目を盗み寺を抜け出しては城下を回り、様々な理由から拵えが古びたり失ってしまった刀に拵えを新調するよう持ち主に働きかけたりしている。
赤羽刀
戦後、GHQによって没収・管理された経緯を持つ刀たち。茎には管理用の番号がエナメル塗料で書き込まれており、魂魄にも数字が刺青のように刻まれている。処分されずに済んだ物も海外に流出したり、持ち主が分からなくなったりしている。生産地に近い博物館などに寄贈されても予算の関係からメンテナンスが追い付かない状態。
金屋子さまの刀
一文字すぐはの守り刀。滉が研いだ本身と晃順の伝手で白鷺の蒔絵が付けられている。刀工になることに対して周囲の無理解に凹んでいたすぐはに金屋子さまの火を届ける。
烏刀（からすがたな）
幸御瑛介の母・美沙（みさ）の形見であり、彼女の嫁入り刀。黒ずくめの拵えに烏の絵が描き込まれている。三輪の呪詛を受けて瑛介の障害となった者の意志を自身の結界に引き込み閉じ込めていた。砥ぎを依頼された滉も結界に引き込まれ、意志を封じられた滉は晃順のようなマイナス思考に陥ったが、京崎に言われるまま「いつも通り」に刀を研いだことで呪詛を破り襲を呼びだして現界に戻った。
傾城虎徹（けいせいこてつ）
名匠・長曽祢興里（虎徹）の作。小室の友人・石田の持ち刀。元々は江戸初期の花魁・真木太夫が祖父より贈られた刀で魂魄も艶やかな花魁風。太夫の家が没落した際に手放してしまったが、身請けを願い出た侍・光田が手に入れ、2人の縁を結んだ。
龍剣たち
刀身への彫りや拵えに龍をあしらわれ、魂魄も龍の姿をもつ刀たち。古刀から現代刀まで様々な時代に作られた刀同士で集まり、飲み会も催している。昨今、若い刀たちに「怖くて剣が呑めない」という問題が発生しており、なまじ刀とコミュニケーションがとれる滉は若い刀の砥ぎを受けるたびに「剣を吞まされる悪夢」に悩まされていた。襲が話を付け、古参の刀からの指導もあって呑めるようになる。晃山によると、この若い刀の持ち主は揃って我慢のし過ぎで暗い顔をしていたが、龍が呑んだ剣を受けて精神的には少し余裕が出来た模様。
とつか、くさなぎ
古事記に書かれている時代の刀剣に興味を示す発言をした滉を古事記の世界にいざなう。普通の人間にも姿が見えるという襲よりも格上の刀。

## 書誌情報
＜ホラーM・B6シリーズ＞
- かまたきみこ 『KATANA』 ぶんか社〈ぶんか社ホラーM（ミステリー）B6シリーズ〉、全7巻
  1. 「襲刀」2006年11月10日初版発行｜全191頁｜収録：第1 - 5話｜月刊ホラーM 2004年10月号，2005年8月号，2006年3・6・10月号｜ISBN 4-8211-8345-5
  2. 「虎落」2007年7月10日初版発行｜全179頁｜収録：第6 - 10話｜月刊ホラーM 2006年12月号，2007年2・4〜6月号｜ISBN 978-4-8211-8460-6
  3. 「妖刀」2008年5月1日初版発行｜全175頁｜収録：第11 - 14話｜月刊ホラーM 2007年7〜10月号，2008年1・2月号｜ISBN 978-4-8211-8591-7
  4. 「七支刀」2008年11月1日初版発行｜全174頁｜収録：第15 - 18・19話｜月刊ホラーM 2008年3・5〜7月号，隔月刊ホラーM 2008年8月号｜ISBN 978-4-8211-8695-2
  5. 「オロチ刀」2009年4月1日初版発行｜全174頁｜収録：第20 - 22話｜隔月刊ホラーM 2008年10・12月号，2009年2月号｜ISBN 978-4-8211-8761-4
  6. 「胡蝶」2009年10月1日初版発行｜全158頁｜収録：第23 - 25話｜ホラーアンソロジーコミックトカゲ Vol.1〜3（2009年3・5・7月[1][6][7]）｜ISBN 978-4-8211-8878-9
  7. 「剣相の疵」2010年9月1日初版発行｜全159頁｜収録：第26 - 28話｜ホラーアンソロジーコミックトカゲ Vol.4〜6（2009年9・11月，2010年1月[8][9][2]）｜ISBN 978-4-8211-7047-0

＜怪コミックス＞
- かまたきみこ 『KATANA』 KADOKAWA〈怪コミックス〉、全2巻
  1. 「長船三姉妹」2012年1月24日初版発行（1月19日発売[10]）｜全163頁｜収録：第29 - 31話｜コミック怪 Vol.14〜16（2011年4・7・10月）｜ISBN 978-4-04-120077-3
  2. 「刀中の剣」2013年2月23日初版発行（2月20日発売[11]）｜全158頁｜収録：第32 - 35話｜コミック怪 Vol.17・19・20（2012年1・7・10月）｜ISBN 978-4-04-120575-4

＜あすかコミックスDX＞
- かまたきみこ 『KATANA』  KADOKAWA〈AsukaコミックスDX〉、既刊22巻（2024年10月24日現在）
再刊に際して1巻から9巻は一部を加筆修正、表紙とあとがきを新たに描き下ろしている。
  1. 「襲刀」2013年12月26日発売[12]、ISBN 978-4-04-120964-6
  2. 「虎落」2013年12月26日発売[13]、ISBN 978-4-04-120965-3
  3. 「妖刀」2013年12月26日発売[14]、ISBN 978-4-04-120966-0
  4. 「七支刀」2014年1月26日発売[15]、ISBN 978-4-04-120993-6
  5. 「オロチ刀」2014年1月26日発売[16]、ISBN 978-4-04-120994-3
  6. 「胡蝶」2014年1月26日発売[17]、ISBN 978-4-04-120995-0
  7. 「剣相の疵」2014年2月26日初版発行（同日発売[18]）、ISBN 978-4-04-121029-1
  8. 「長船三姉妹」2014年2月26日初版発行（同日発売[19]）、ISBN 978-4-04-121030-7
  9. 「刀中の剣」2014年2月26日初版発行（同日発売[20]）、ISBN 978-4-04-121031-4
  10. 「衛府の太刀」2014年2月26日初版発行（同日発売[21][22]）｜全159頁｜収録：第36 - 38話｜コミック怪 Vol.21〜23（2013年1・4・7月）｜ISBN 978-4-04-120869-4
  11. 「着せかえの刀」2014年4月26日初版発行（同日発売[23]）｜全159頁｜収録：第39 - 42話｜月刊Asuka 2014年2〜5号｜ISBN 978-4-04-121131-1
  12. 「小鍛冶」2014年10月25日初版発行（同日発売[24]）｜全159頁｜収録：第43 - 46話｜月刊Asuka 2014年6・7・9・11号｜ISBN 978-4-04-102293-1
  13. 「研がさぬ刀」2015年3月26日初版発行（同日発売[25]）｜全159頁｜収録：第47 - 50話，番外編 鈍刀，番外編 刀鍛治三姉妹｜月刊Asuka 2014年12月号，2015年1・4・5月号，同人誌『「鐡の命」四之号（2013年8月）』｜ISBN 978-4-04-102858-2
  14. 「波蘭之刀」2015年10月31日初版発行（10月29日発売[26]）｜全159頁｜収録：第51 - 53話｜月刊Asuka 2015年8・10・12月号｜ISBN 978-4-04-103579-5
  15. 「襲刀縁起」2016年3月26日初版発行（同日発売[27]）｜全159頁｜収録：第54 - 57話｜月刊Asuka 2016年2〜5月号｜ISBN 978-4-04-104072-0
  16. 「光の刀」2016年9月26日発売（同日発売[28]）｜全159頁｜収録：第58 - 60話｜月刊Asuka 2016年6・8・10月号｜ISBN 978-4-04-104858-0
  17. 「金屋子さまの刀」2017年3月25日発売[29]｜全159頁｜収録：第61 - 65話｜月刊Asuka 2016年12月号，2017年1〜4月号｜ISBN 978-4-04-105439-0
  18. 「傾城虎徹」2017年10月24日発売[30]｜全159頁｜収録：第66 - 70話｜月刊Asuka 2017年6〜7月号，2017年9〜11月号｜ISBN 978-4-04-106103-9
  19. 「剣呑み龍」2019年11月22日発売[31]｜全175頁｜収録：第71 - 76話｜月刊Asuka 2017年12月号，2018年1月号， 2019年4〜6，8〜9月号｜ISBN 978-4-04-108889-0
  20. 「御番鍛冶」2021年3月21日発売[32]｜全174頁｜収録：第77 - 81話｜月刊Asuka 2020年1・3・5・6・12月号｜ISBN 978-4-04-110862-8
  21. 「古事記の剣」2021年11月24日発売[33]｜全179頁｜収録：第82 - 87話｜月刊Asuka 2021年2・4〜6月号，隔月刊ASUKA 2021年7・11月号｜ISBN 978-4-04-111950-1
  22. 「お国と刀天下」2024年10月24日発売[34]｜全216頁｜収録：第88 - 90話｜隔月刊ASUKA 2022年3月号，2023年9月号，2024年1・3・7・11月号｜ISBN 978-4-04-115399-4